# Arturo Valls
Arturo Valls Mollá (Valencia, 24 de marzo de 1975) es un humorista, actor y presentador de televisión español.

## Biografía
Nacido el 24 de marzo de 1975 en Valencia. Estudió en el colegio público de prácticas del barrio de Monteolivete y posteriormente en el instituto San Vicente Ferrer. Comenzó la carrera de Periodismo en Valencia, la cual abandonó cuando empezó como reportero en una televisión local de Valencia (Valencia Te Ve), un magacine presentado por Laura Pérez Vehí llamado La luna de Valencia, y teniendo como compañera de programa a Carmen Alcayde.
Su debut en una televisión nacional fue en 1998, como reportero en la primera etapa de Caiga quien caiga, que presentaba El Gran Wyoming. Una vez que finalizó el programa en 2002, fue fichado por la FORTA, donde presentó el programa X cuánto?, que se emitió en varias cadenas autonómicas españolas como Telemadrid o Canal Nou y posteriormente presentó Licencia para mirar, donde protagonizó monólogos y bosquejos.
Más tarde presentó con Florentino Fernández y Nuria Roca en el programa de humor UHF de Antena 3. Después presentó durante un corto espacio de tiempo Los Más, junto a Silvia Jato.
Finalmente, recaló de nuevo en Telecinco, presentando la segunda etapa de  Caiga quien caiga junto a Manel Fuentes y Juanra Bonet y sustituyendo durante unos meses a Jesús Vázquez como presentador del concurso Allá tú. También participó en la serie Gominolas de Cuatro, que solo duró 7 capítulos en antena.
Ha intervenido ocasionalmente en capítulos de varias series televisivas como Un paso adelante, 7 vidas y Aída. Por otra parte, ha desarrollado su faceta de actor en la gran pantalla en las películas El corazón del guerrero y Torrente 2: Misión en Marbella.
Fue Jesús Quesada en Camera Café y posteriormente interpretó al mismo personaje en ¡Fibrilando! También colaboró esporádicamente en Muchachada Nui.
En 2008 filmó la película 8 citas junto a Fernando Tejero entre otros.
En diciembre de 2009 estrena el programa Vaya tropa en Cuatro, que es retirado poco después por sus bajos índices de audiencia. En este año también se casó con su actual esposa.
En julio de 2010 protagoniza la parodia La isla de los nominados.
En el verano de 2011 fichó por Antena 3 para presentar el concurso ¡Ahora caigo!, que en su primera emisión se hizo con el liderato de la noche y con el minuto de oro, siendo un gran triunfo.
Tras aparecer como invitado especial en la primera edición del programa Tu cara me suena, desde el 1 de octubre de 2012 hasta el 11 de febrero de 2013 formó parte de la segunda edición, donde se clasificó como tercer finalista.
El 23 de octubre de 2012 presentó junto a Patricia Conde la gala de los Neox Fan Awards en Neox.

Valls junto al actor Carlos Chamarro en la serie Camera Café en 2007

El 18 de enero de 2013 fue confirmado como presentador de Splash! Famosos al agua, programa emitido por Antena 3. El 24 de septiembre de 2013 volvió a presentar la segunda edición de los Neox Fan Awards en Neox junto a Anna Simon. Desde el 15 de noviembre de 2013 y hasta el 23 de mayo de 2014 presentó en el prime time de los viernes de Antena 3 el concurso de cómicos Me resbala. Desde el 14 de julio de 2017 vuelve a presentar el programa en prime time tras confirmarse una nueva temporada. Desde octubre de 2014 hasta diciembre de 2014 presentó junto a Manel Fuentes el programa Los viernes al show en la cadena Antena 3. El 10 de noviembre de 2014 interpretó en Cuéntame un cuento a Nano, el cerdito mediano del capítulo 'Los Tres Cerditos'. El 11 de febrero de 2015 presentó junto a Yanely Hernández la Gala Drag Queen del Carnaval de Las Palmas de Gran Canaria en Nova.
Además ha compaginado la presentación de ¡Ahora caigo! con otros espacios en la misma cadena como los docu-realities Me cambio de década (2017) y Por el mundo a los 80.
Desde el 1 de julio de 2019 dejó de presentar ¡Ahora caigo! durante sus vacaciones siendo sustituido por Sílvia Abril. Vuelve a presentar el programa desde el 2 de septiembre de 2019.
En 2020 volvió al prime time con una nueva temporada de Me resbala. Desde el 8 de junio al 6 de julio de 2020, presentó Improvisando en Antena 3. 
El 20 de agosto de 2020 se anunció que volvía Me Resbala con nuevos programas a Antena 3
El 2 de julio del 2021 finalizó el programa ¡Ahora caigo!.
Después de dejar el concurso se ha puesto al frente de Mask Singer y Me resbala en Antena 3 y algunas películas como Cámera Café y Dos años y un día en Atresplayer.
Los miércoles de agosto del 2021 volvió a presentar en el prime time de Antena 3 Me resbala.

## Televisión
| Año             | Programa                            | Cadena           |                          |
| --------------- | ----------------------------------- | ---------------- | ------------------------ |
| 1998-2007       | Caiga quien caiga                   | Telecinco        | Presentador y reportero  |
| 2003            | X cuánto?                           | FORTA            | Presentador              |
| 2003-2004       | Licencia para mirar                 | FORTA            | Presentador              |
| 2004            | UHF                                 | Antena 3         | Reportero                |
| 2004            | Los más                             | Antena 3         | Presentador              |
| 2005            | ¡Allá tú!                           | Telecinco        | Presentador              |
| 2009-2010       | Vaya tropa                          | Cuatro           | Presentador              |
| 2011-2021       | ¡Ahora caigo!                       | Antena 3         | Presentador              |
| 2012            | Avanti ¡que pase el siguiente!      | Antena 3         | Invitado                 |
| 2012-2013       | Neox Fan Awards                     | Neox             | Presentador              |
| 2012-2013       | Tu cara me suena                    | Antena 3         | Concursante              |
| 2013            | Splash! Famosos al agua             | Antena 3         | Presentador              |
| 2013-2021       | Me resbala                          | Antena 3         | Presentador              |
| 2013            | Atrapa un millón                    | Antena 3         | Presentador (1 programa) |
| 2014            | La ruleta de la suerte              | Antena 3         | Presentador (1 programa) |
| 2014-2021; 2023 | Zapeando                            | La Sexta         | Invitado                 |
| 2014            | Los viernes al show                 | Antena 3         | Presentador              |
| 2015            | Gala Drag Queen                     | Nova             | Presentador              |
| 2016            | ¡Boom!                              | Antena 3         | Presentador (1 programa) |
| 2017            | Me cambio de década                 | Antena 3         | Presentador              |
| 2017-2018       | Ninja Warrior                       | Antena 3         | Presentador              |
| 2018            | Liarla Pardo                        | La Sexta         | Invitado (1 programa)    |
| 2019            | Por el mundo a los 80               | Antena 3         | Presentador              |
| 2020            | Improvisando                        | Antena 3         | Presentador              |
| 2020            | La Sexta noche                      | La Sexta         | Invitado (1 programa)    |
| 2020-2024       | Pasapalabra                         | Antena 3         | Invitado (15 programas)  |
| 2020 – presente | Mask Singer: adivina quién canta    | Antena 3         | Presentador              |
| 2022            | ¿Quién es la máscara?               | Teledoce         | Concursante              |
| 2022            | True Story España                   | Prime Video      | Presentador              |
| 2023            | Días de tele                        | La 1             | Invitado                 |
| 2023 – presente | That's my jam: Que el ritmo no pare | Movistar+ / La 1 | Presentador              |
| 2024            | El mejor de la historia             | La 1             | Colaborador              |
| 2024            | El 1%                               | Antena 3         | Presentador              |
| 2025            | That's my jam: que el ritmo no pare | La 1             | Presentador              |

## Cine
| Año  | Título                               | Personaje                              |
| ---- | ------------------------------------ | -------------------------------------- |
| 2000 | El corazón del guerrero              | Periodista                             |
| 2001 | Torrente 2: Misión en Marbella       | Fabiano                                |
| 2005 | Madagascar                           | Kowalski (Chris Miller) (voz)          |
| 2007 | Casual Day                           | Morales                                |
| 2007 | Bee Movie                            | Barry B. Benson (Jerry Seinfeld) (voz) |
| 2008 | 8 citas                              | Sergi                                  |
| 2008 | Madagascar 2: Escape de África       | Kowalski (Chris Miller) (voz)          |
| 2013 | Futbolín                             | Grosso "El Crack" (voz)                |
| 2015 | Bob Esponja: Un héroe fuera del agua | Gaviota (voz)                          |
| 2015 | Perdiendo el norte                   | Benjamín Garijo, español por el mundo  |
| 2015 | Rey Gitano                           | Gaje                                   |
| 2016 | Cigüeñas                             | Junior (Andy Samberg) (voz)            |
| 2016 | Villaviciosa de al lado              | César                                  |
| 2017 | Los del túnel                        | Toni                                   |
| 2017 | Toc Toc                              | Paciente nuevo grupo #5                |
| 2018 | El mejor verano de mi vida           | Morales                                |
| 2018 | Tiempo después                       | Justo, barbero y todo un fígaro        |
| 2019 | 4 latas                              | Soriano                                |
| 2021 | Descarrilados                        | Costa                                  |
| 2022 | Camera Café: la película             | Jesús Quesada                          |
| 2025 | Un funeral de locos                  | Julio                                  |

## Series de televisión
| Año       | Serie                           | Papel                  | Cadena              | Notas         |
| --------- | ------------------------------- | ---------------------- | ------------------- | ------------- |
| 2002      | Un paso adelante                | Jordi                  | Antena 3            | 1 episodio    |
| 2003      | 7 vidas                         | Jesús                  | Telecinco           | 1 episodio    |
| 2005-2009 | Camera Café                     | Jesús Quesada          | Telecinco           | 530 episodios |
| 2007      | Aída                            | Pablo                  | Telecinco           | 1 episodio    |
| 2007      | Gominolas                       | Bruno "Plátano"        | Cuatro              | 7 episodios   |
| 2009      | ¡Fibrilando!                    | Dr. Jesús Quesada      | Telecinco           | 6 episodios   |
| 2009-2010 | Pelotas                         | Ángel                  | La 1                | 9 episodios   |
| 2010      | La isla de los nominados        | Aníbal Sierra          | Cuatro              | 11 episodios  |
| 2011      | BuenAgente                      | Agustín Rodríguez Úcar | La Sexta            | 19 episodios  |
| 2011-2013 | Museo Coconut                   | Sigfrido Pi            | Neox                | 11 episodios  |
| 2013      | Fenómenos                       | Randy                  | Antena 3            | 1 episodio    |
| 2014      | Vive cantando                   | Abogado                | Antena 3            | 1 episodio    |
| 2014      | Cuéntame un cuento              | Adrián Gálvez "Nano"   | Antena 3            | 1 episodio    |
| 2020      | Justo antes de Cristo           | Liberto Vitinio        | Movistar+           | 1 episodio    |
| 2021      | Una navidad con Samantha Hudson | Él mismo               | Atresplayer Premium | 1 episodio    |
| 2021      | Sin novedad                     | Alonso                 | HBO Max             | 6 episodios   |
| 2022      | Dos años y un día               | Carlos Ferrer          | Atresplayer Premium | 6 episodios   |
| 2025      | Atasco                          | Andrés                 | Amazon Prime Video  | 3 episodios   |

### Doblaje
- Mr. Link: el origen perdido (2019) como Sir Lionel Frost (Hugh Jackman)
- Cigüeñas (2016) como Junior (Andy Samberg)
- Bob Esponja: Un héroe fuera del agua (2015) como Gaviota
- Futbolín (2013) como Grosso "El Crack"
- Madagascar 2: Escape de África (2008) como Kowalski, el pingüino (Chris Miller)
- Bee Movie (2007) como Barry B. Benson (Jerry Seinfeld)
- Madagascar (2005) como Kowalski, el pingüino (Chris Miller)

## Premios
- Premios Fotograma de Plata 2006 - Mejor actor de televisión
- Neox Fan Awards 2012 - Mejor presentador de televisión[8]
- Premios Zapping 2012 - Mejor presentador de televisión[9]
- Neox Fan Awards 2013 - Mejor presentador de televisión
- Antena de Oro (2013)
- Neox Fan Awards 2014 - Mejor presentador de televisión
- Premio Ondas 2014 - Mejor presentador de televisión
- Neox Fan Awards 2015 - A la cara más divertida
- 36.ª edición de los Premios Goya (2022) - Mejor cortometraje de ficción: Tótem loba (como productor)
- Premio Ciudad de Melilla (2024) en la Semana de Cine de Melilla[10]